# Tonsteg
Tonsteg är en musikterm som syftar på intervallen mellan intilliggande toner i en skala. Tonstegen kan vara olika stora beroende på vilken skala det rör sig om. De diatoniska skalorna, som varit dominerande i den västerländska musiktraditionen, är uppbyggda av heltonsteg (stor sekund) och halvtonsteg (liten sekund), men i exempelvis en pentatonisk skala kan ett tonsteg vara så stort som en ters.

### Fotnoter
1. ↑  Eriksson (2001), s. 35-38.